# Звёздные врата: Бесконечность
«Звёздные врата: Бесконечность» (англ. Stargate Infinity) — американский мультсериал по вселенной научно-фантастического сериала «Звёздные врата». Транслировался на телеканале FOX с 14 сентября 2002 по 24 марта 2003 года. В связи с непопулярностью снят с эфира.
С русским дублированным переводом транслировался на телеканале СТС с 31 июля 2008 по 4 сентября 2008 года, а также на телеканале 2x2.

## Сюжет
Спустя 30 лет после открытия древней технологии звёздных врат земляне овладели пользованием ими настолько, что гости с других планет перестали быть редкостью на Земле.
Инопланетный шпион (слизняк-оборотень) подставляет Майора Гуса Боннера, которого в свою очередь судит военный трибунал за неподчинение приказам и предательство.
Честь Гуса Боннера опорочена, но он не собирается так просто сдаться.
Другая команда звёздных врат находит старинный артефакт — саркофаг, в котором, как они думают, находится мумия.
Открыв его, они находят статую, но затем они ещё больше удивляются, когда из статуи вырывается некое существо.
Оборотень вызывает подмогу, чтоб забрать это существо, ещё больше подставив Гуса Боннера.
Его берут под вооружённую охрану, но ему удаётся сбежать, и он спасает одного курсанта.
Гус Боннер и отряд новобранцев уходят сквозь звёздные врата с Земли.
Команда не может вернуться на Землю, прежде чем они смогут очистить свои имена.
Они странствуют из мира в мир в поисках доказательства своей невиновности, по дороге сталкиваясь с самыми разнообразными культурами и существами инопланетных рас.

## Расы
- Тлаканы (ящерицеподобные, главная угроза галактики)
- Оборотни (безликая маса из желе, способны приобретать любую форму генетического существа)
- Мордоны (ящероподобные)
- Краты (зелёные одноглазые гуманоидные дикобразы)
- Майстери (высокие четверорукие)
- Мари-цурай (водная раса)
- Кан-су (пауки)
- Альтери (одноглазые коротышки, срисованы с буддийских монахов)